# Julen Amézqueta
Julen Amezqueta Moreno, nascido a 12 de agosto de 1993 em Estella (Navarra), é um ciclista espanhol. Destacou como ciclista amador conseguindo a vitória na Clássica Cidade de Torredonjimeno em 2014 ou na Volta a Portugal do Futuro. Para a temporada de 2016 assinou um contrato com a equipa  Wilier Triestina-Southeast. Na sua primeira campanha como profissional disputou o Giro d'Italia, onde fez parte da fuga na terceira etapa sendo virtual líder da carreira.

## Palmarés
- 2015
  - Volta a Portugal do Futuro, mais 1 etapa

## Resultados nas Grandes Voltas

### Volta a Itália
2 participações
- 2016 : 112.º
- 2017 : 99.º

## Classificações mundiais
}
| Ano              | 2015   | 2016   | 2017   |
| UCI Europe Tour  | 261.º. | 1233   | 1273   |
| UCI Asia Tour    |        | 284.º. |        |
| UCI America Tour |        |        | 395.º. |

## Equipas
- Wilier Triestina-Southeast (2016-2017)
- Caja Rural-Seguros RGA (2018-)